# Vítkov (Berg)

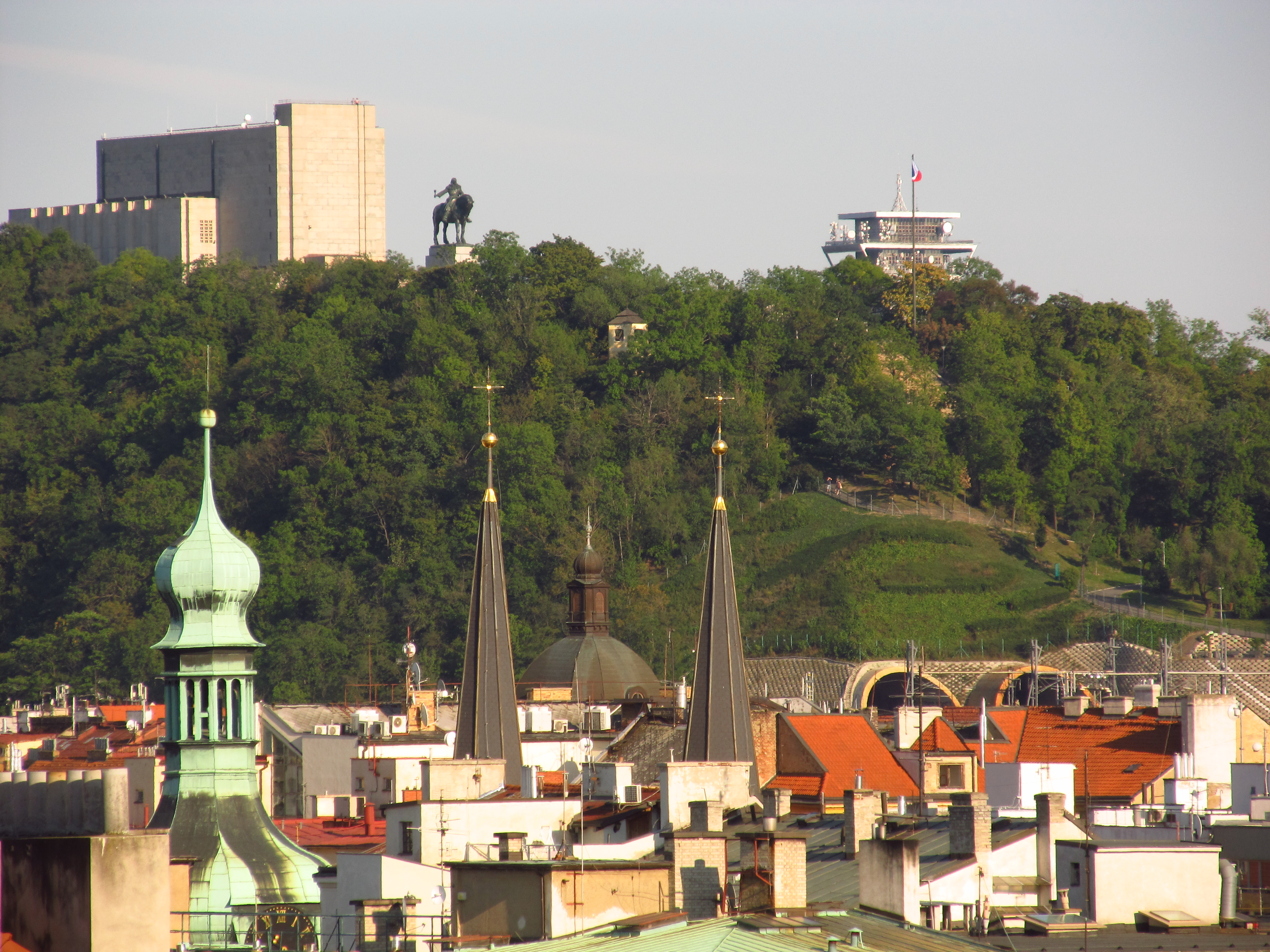
Der Vítkov von Nordwesten

Der Vítkov (deutsch Veitsberg) ist ein 271 m n.m. hoher Hügel in Prag. Die großteils von Wald bedeckte längliche Erhebung trennt den nördlich liegenden Stadtteil Karlín vom südlich liegenden Žižkov. Das Nationaldenkmal mit der kolossalen Reiterstatue Jan Žižkas dominiert den Hügel nach Westen, zum Stadtzentrum hin. Daran grenzen ein 15 Hektar großer Park und eine Sportanlage an. Am Fuß des Hügels liegt das Militärmuseum Žižkov.

## Geschichte

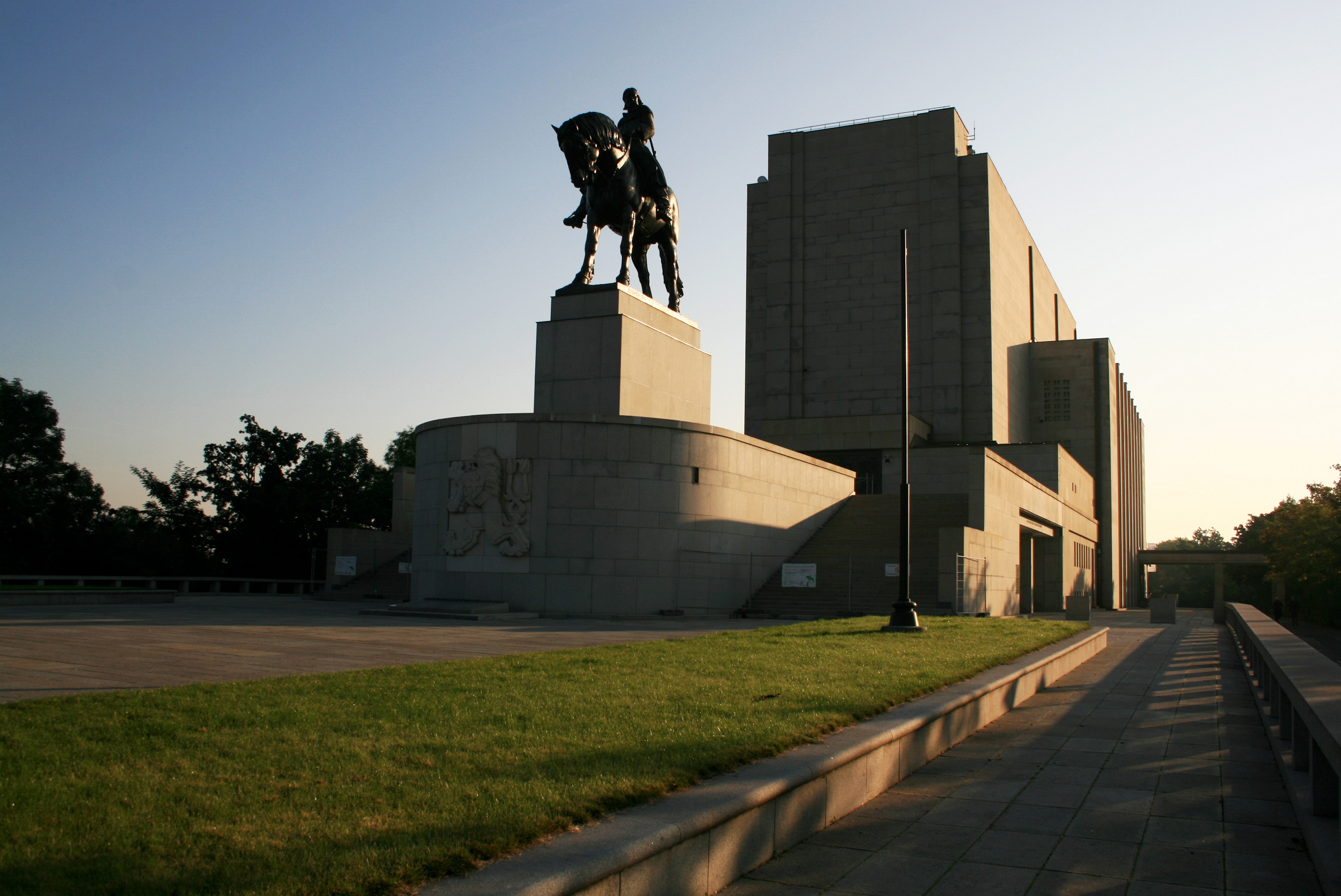
Nationaldenkmal auf dem Vítkov

Der Berg ist nach dem Prager Ratsherrn Vítek z Hora benannt, der zur Regierungszeit Karls IV auf den Hängen Weinberge besaß. Historische Bedeutung erlangte der Hügel während der Hussitenkriege. In der Schlacht am Veitsberg vom 14. Juli 1420 besiegten die hussitischen Truppen unter dem Heerführer Jan Žižka ihre katholischen Gegner. Bestrebungen, auf dem Berg ein Denkmal für Žižka zu errichten, gab es seit den 1870er-Jahren. Das Reiterstandbild und das funktionalistische Denkmal wurden schließlich in den 1930er-Jahren errichtet.

## Verkehr
Durch den Berg führen vier Tunnelröhren. Der Fußgängertunnel aus dem Jahr 1953 verbindet die angrenzenden Stadtteile. Von Žižkov Richtung Norden nach Karlín weist er ein deutliches Gefälle auf.
Der alte Eisenbahntunnel lag auf der Bahnstrecke von Prag nach Turnov und verband den Hauptbahnhof mit dem Bahnhof Vysočany. 2008 wurde die sogenannte Neue Verbindung mit zwei parallelen Tunnelröhren eröffnet. Durch den alten Tunnel führt heute ein Fahrradweg.